# 臺南府

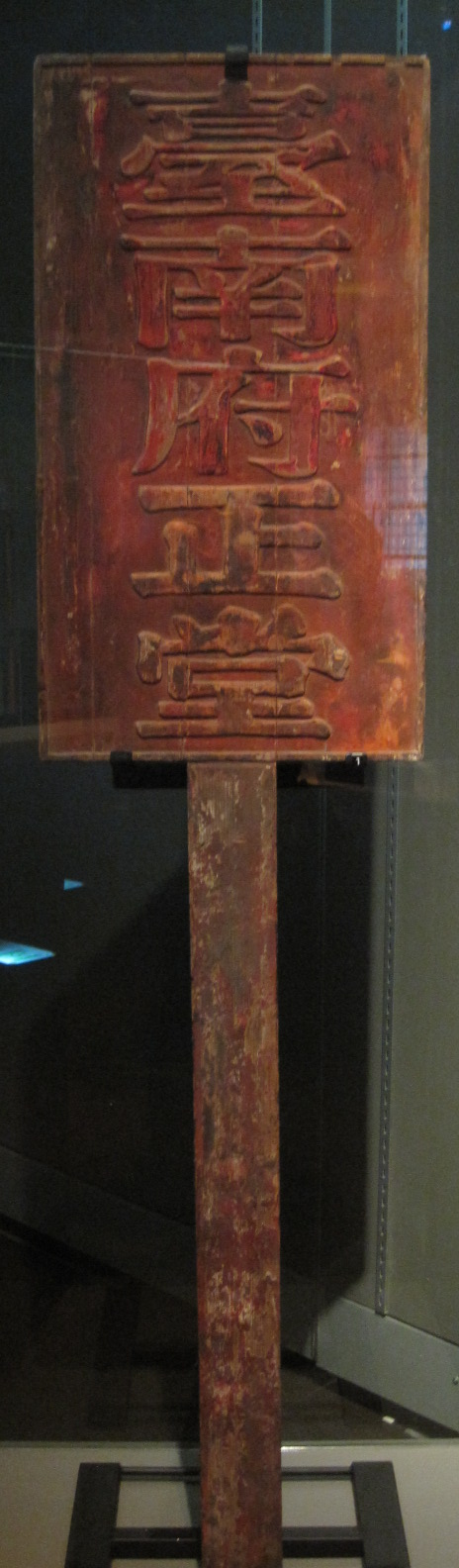
臺南府衙門的執事牌

臺南府是大清帝國於福建臺灣省期置的府級行政區域。1885年（光绪11年）設立福建臺灣省，建省初期維持原有之二府（臺灣府、臺北府）八縣五廳。1887年（光緒13年），正式建省後調整行政區劃為三府一直隸州，新設臺南府統治原臺灣府南部地區，府治設於原臺灣縣臺灣府城（今臺南市市區），並改稱安平縣臺南府城，而臺灣府治則遷至臺灣中部。臺南府轄境大約為澎湖群島以及現今的嘉義縣以南之平原地區。
臺南府的主官為臺南府知府，受臺灣道、福建臺灣布政使及福建臺灣巡撫等官職制約。1895年（光緒21年、明治28年），依照清日兩國簽定之《馬關條約》，臺灣割讓予日本後，臺南府不再設置。
| 年代     | 1887年以前                                  | 1887年－1895年                              | 1895年起                                                                 |
| 行政區域 | 大清帝國                                    | 大清帝國                                    | 大日本帝國                                                               |
| 行政區域 | 福建省                                      | 福建臺灣省                                  | 臺灣                                                                     |
| 行政區域 | 臺灣府                                      | 臺南府                                      | 臺南縣 澎湖島廳                                                          |
| 行政區域 | 臺灣縣 → 安平縣 嘉義縣 鳳山縣 恆春縣 澎湖廳 | 臺灣縣 → 安平縣 嘉義縣 鳳山縣 恆春縣 澎湖廳 | 臺南縣直轄區 臺南縣嘉義支廳 臺南縣鳳山支廳 臺南縣恆春支廳 澎湖島廳直轄區 |

1895年（光緒21年、明治28年）初，受清日兩國甲午戰爭之戰火波及，澎湖群島為大日本帝國海軍所佔領，成立「澎湖列島行政廳」。《馬關條約》簽定之後，臺灣邁入日治時期，臺灣總督府將原臺南府廢止，臺南府改稱臺南縣。臺灣改隸日本後，澎湖群島成為清日兩國之國境前線，故總督府另設置澎湖島廳獨立管轄。日本接收臺灣時，部份前清官民組織臺灣民主國抗拒而爆發乙未戰爭，為適應軍情，臺南縣於同年8月更名為臺南民政支部。待全島平定後，1896年（明治29年）4月總督府則再將該區域更名為臺南縣。